# Rijk van Dam
Rijk van Dam (n. 8 august 1952, Lochem, Gelderland, Țările de Jos) este un om politic neerlandez, membru al Parlamentului European în perioada 1999-2004 din partea Țărilor de Jos. 
1. ↑  Deputații în Parlamentul European